# Давид (архиепископ Ростовский)
Архиепископ Давид — епископ Русской православной церкви, архиепископ Ростовский, Ярославский и Белоезерский.

## Биография
В 1576 году хиротонисан во епископа Ростовского.
В 1558 году подтвердил грамоту Кириллова монастыря об освобождении духовенства в монастырских сёлах от пошлин и подсудимости десятинникам.
20 декабря 1578 года присутствовал на Соборе, установившем местное празднование преподобному Иосифу Волоцкому.
15 января 1581 года присутствовал на Соборе о монастырских вотчинах.
В 1582 году присутствовал на Соборе по поводу приезда папского посла Антония Поссевина, где высказал мнения, сходные с католическим учением. За такие высказывания был обличён на том же Соборе, лишён сана и присужден к ссылке в монастырь «дондеже в чувство придет».
Год кончины неизвестен.